# Muttenz
Muttenz je město ve švýcarském kantonu Basilej-venkov. Žije zde přibližně 18 tisíc obyvatel. Nachází se asi 5 kilometrů jihovýchodně od Basileje a je součástí stejnojmenné aglomerace.

## Geografie
Muttenz leží východně od Basileje, mezi Rýnem na severu, náhorní plošinou Gempen na jihu a masivem Wartenbergu s jeho zříceninami na východě. Muttenz je průmyslové město (více než 14 000 pracovních míst) a s obcemi Birsfelden a Pratteln sdílí velkou průmyslovou zónu Schweizerhalle. Nachází se zde také seřaďovací nádraží Basilej-Muttenz, jedno z největších v Evropě. Rozloha obce je 1664 ha, z toho 41 % tvoří lesy, 41 % osídlená plocha, 16 % zemědělská půda a 2 % neproduktivní půda.
Muttenz sousedí s obcemi Arlesheim, Münchenstein, Birsfelden, Pratteln a Frenkendorf v kantonu Basilej-venkov, s obcí Gempen v kantonu Solothurn, městem Basilej a německou obcí Grenzach-Wyhlen. Muttenz je jedinou švýcarskou obcí, která leží současně na státní hranici (Německo), kantonální hranici (kanton Solothurn), „polokantonální“ hranici (kanton Basilej-město), okresní hranici (okres Liestal) a obecní hranice (Birsfelden, Münchenstein a Arlesheim).

## Historie

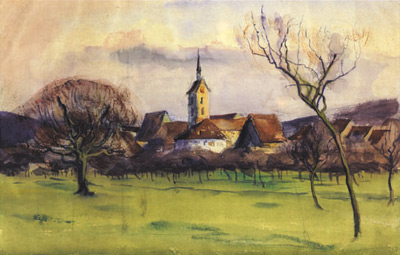
Muttenz (cca 1910)

Na Wartenbergu byly nalezeny pozůstatky z doby bronzové a v Hardě hroby z doby železné. Nalezeno bylo také několik římských sídlišť. Alamani přišli do oblasti dnešního Muttenzu ve 3. století n. l. První zmínka pochází z let 1225/1226 pod názvem Muttence.
V 8. století patřil Muttenz ke štrasburské katedrální kapitule a tehdy postavený kostel byl zasvěcen prvnímu franskému štrasburskému biskupovi svatému Arbogastovi. Kolem roku 1320 se novými majiteli Muttenzu stali Münchové z Münchensteinu, kteří se místním obyvatelům chovali velmi krutě. Münchové však museli Muttenz částečně zastavit městu Basilej a v roce 1515 vesnice nakonec definitivně připadla Basileji. 
Po protestantské reformaci, kterou v Basileji provedl Johannes Oekolampadius, byl v roce 1529 reformován kostel v Muttenzu. V roce 1628 zemřela na mor jedna sedmina obyvatel obce, 112 osob. Obyvatelé se živili zemědělstvím a vinařstvím, od 18. století nabízela další možnosti výdělku výroba poštovních známek. Mnozí obyvatelé vesnice, stále poddaní města Basileje, byli chudí a od poloviny 18. století mnozí z nich emigrovali do Ameriky. Po rozdělení původně jednotného kantonu Basilej v letech 1832/3 se Muttenz stal součástí kantonu Basilej-venkov.

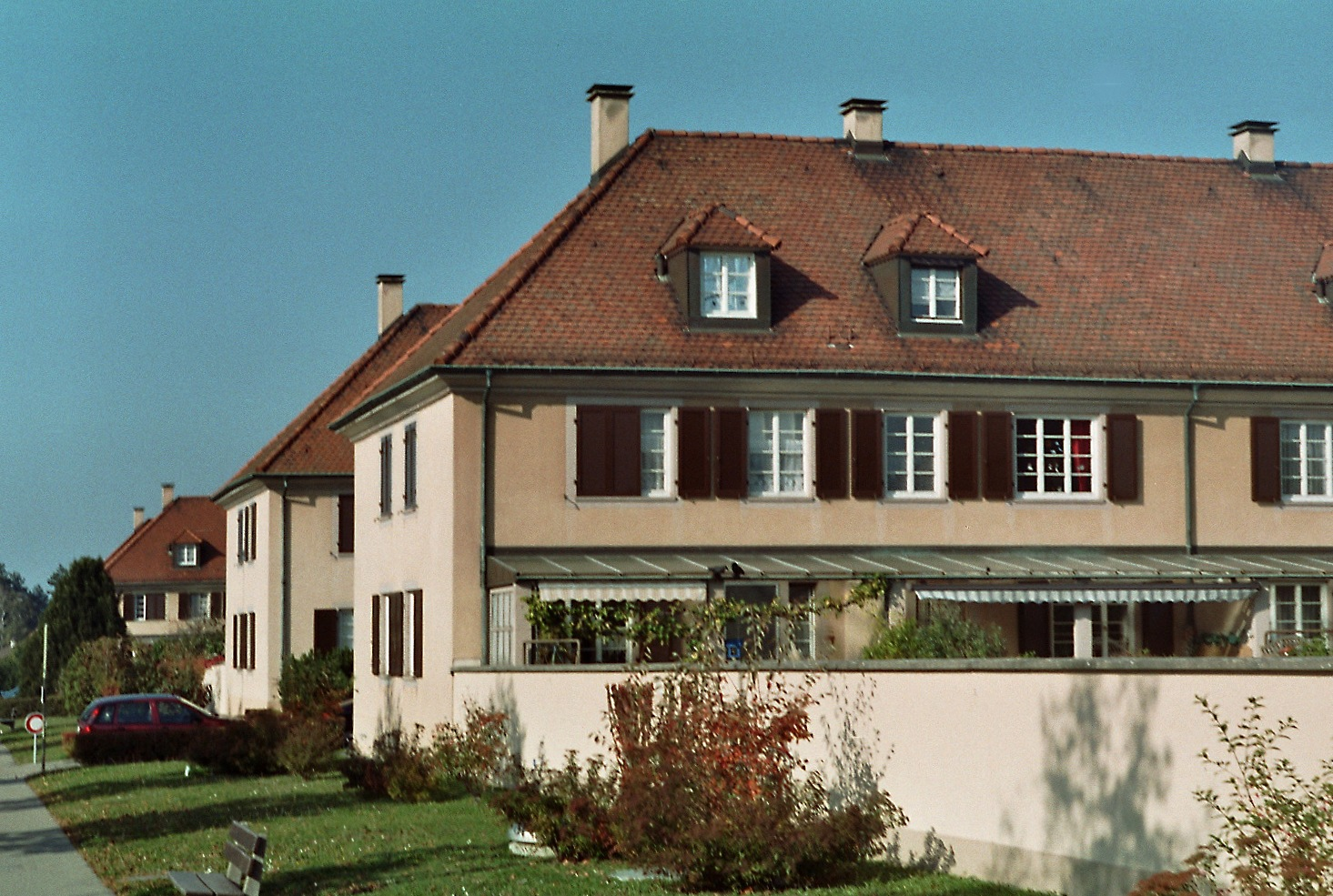
Sídliště Freidorf

Díky tramvajové trati do Basileje, která začala jezdit v letech 1921–1922, se Muttenz zpočátku rozvíjel jako dělnické předměstí. Výstavba seřaďovacího nádraží v letech 1927–1932, jeho rozšíření v letech 1962–1976 a výstavba říčního přístavu Au-Ren v letech 1937–1941 podpořily hospodářský rozvoj; v 50. a 60. letech 20. století se v Muttenzu usadily další podniky chemického, kovoprůmyslového a strojírenského průmyslu. Na okraji obce vytvořil Hannes Meyer, pozdější vedoucí Bauhausu, v letech 1919–1924 sídliště Freidorf, nejvýznamnější družstevní bytovou výstavbu meziválečného období ve Švýcarsku. Freidorf byl základem Federace švýcarských spotřebitelských svazů; spojoval myšlenku sociálního bydlení s myšlenkou zahradního města. Nové čtvrti (1949 Auf der Schanz, 1950 Donnerbaum, 1958 Feldreben) propojily sídliště Freidorf s centrem obce.

## Obyvatelstvo
| Vývoj počtu obyvatel | Vývoj počtu obyvatel | Vývoj počtu obyvatel | Vývoj počtu obyvatel | Vývoj počtu obyvatel | Vývoj počtu obyvatel | Vývoj počtu obyvatel | Vývoj počtu obyvatel | Vývoj počtu obyvatel | Vývoj počtu obyvatel | Vývoj počtu obyvatel | Vývoj počtu obyvatel | Vývoj počtu obyvatel | Vývoj počtu obyvatel | Vývoj počtu obyvatel | Vývoj počtu obyvatel | Vývoj počtu obyvatel | Vývoj počtu obyvatel | Vývoj počtu obyvatel |
| -------------------- | -------------------- | -------------------- | -------------------- | -------------------- | -------------------- | -------------------- | -------------------- | -------------------- | -------------------- | -------------------- | -------------------- | -------------------- | -------------------- | -------------------- | -------------------- | -------------------- | -------------------- | -------------------- |
| Rok                  | 1770                 | 1850                 | 1860                 | 1870                 | 1880                 | 1888                 | 1900                 | 1910                 | 1920                 | 1930                 | 1941                 | 1950                 | 1960                 | 1970                 | 1980                 | 1990                 | 2000                 |                      |
| Počet obyvatel       | 850                  | 2222                 | 1704                 | 1734                 | 2057                 | 2102                 | 2502                 | 2703                 | 3264                 | 4966                 | 5929                 | 7125                 | 11 963               | 15 518               | 16 911               | 17 181               | 16 654               |                      |

Úředním jazykem v Muttenzu je němčina. Dle statistiky z roku 2000 hovořila německy většina obyvatel (celkem 14 642, tj. 87,9 %), druhým nejčastějším jazykem byla italština (648, tj. 3,9 %) a třetím francouzština (254, tj. 1,5 %). Podíl cizinců (obyvatel přihlášených k trvalému pobytu, avšak bez švýcarského občanství) činil v Muttenzu v roce 2019 21,1 %.

## Doprava
Muttenz leží na železniční trati Basilej–Liestal a je obsluhován basilejskou S-Bahn prostřednictvím stanice Muttenz. Od roku 1922 do města zajíždí také tramvajová linka číslo 14 z Basileje.